# 雙叉盤唇鱨
雙叉盤唇鱨，為輻鰭魚綱鯰形目倒立鯰科的其中一種，分布於非洲莫三比克、史瓦濟蘭及南非間的鱷魚河流域，為特有種，被IUCN列為瀕危保育類動物，喜棲息在水流湍急或小瀑布具有礫石底質的溪流，屬肉食性，以底棲無脊椎動物、蝸牛或孑孓等為食，體長可達6.8公分，繁殖期在夏季，因為河水汙染及灌溉而導致族群急遽減少。

## 扩展阅读
維基物種上的相關：雙叉盤唇鱨